# Ermida de Santa María de Quintanilla de las Viñas

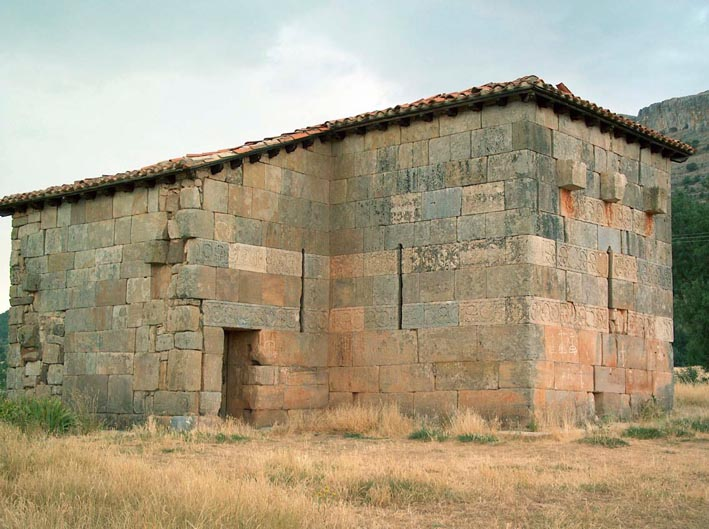
Ermida de Santa Maria (Quintanilla de las Viñas)

A Ermida de Santa María de Quintanilla de las Viñas é uma igreja católica espanhola localizada no antigo alfoz de Lara, na Província de Burgos, e constitui um dos melhores exemplos da arquitectura visigoda. Foi declarada monumento nacional em 25 de Novembro de 1929.